# Corno (fiume Lazio)
Il Corno è un fiume del Lazio e dell'Umbria lungo 55,5 km, il più importante affluente di sinistra del Nera dopo il Velino.

## Il corso del fiume
Il fiume Corno nasce dal monte Terminillo, nel Lazio, ad oltre 2 000 m. di quota, e scorre verso nord con corso inizialmente torrentizio lungo la Vallonina, fino in corrispondenza del rifugio omonimo, dove piega ad ovest, per riprendere poi verso nord. Qui riceve da sinistra le acque del torrente Rio Fuggio, proveniente dal monte Corno (1.735 m s.l.m.). Prosegue poi fino a sboccare nell'altopiano di Leonessa dove bagna il borgo omonimo. In questo primo tratto è affiancato dalla strada provinciale 10 della Sella di Leonessa.
Da qui entra poi in Umbria lambendo il comune di Monteleone di Spoleto presso la frazione Ruscio, dove riceve da sinistra le acque del Fosso Vorga, proveniente dal Monte Tilia (1.775 m s.l.m.), proseguendo verso nord-nord-est, fino a sotto la frazione di Roccaporena (Cascia), dove piega a est-nord-est e costeggia il lato nord di Cascia. Poco oltre riceve da destra le acque del torrente Civita, che nasce sotto il monte Torrato (1.459 m), per poi prendere a scorrere verso nord-ovest (più oltre verso nord e poi nord-est) in un fondovalle decisamente incassato. Da qui, dopo un percorso di una decina di chilometri giunge, girando intorno alle falde del monte Argentigli (927 m s.l.m.) sulla sua sinistra, presso la frazione di Serravalle di Norcia; qui il fiume riceve da destra il torrente Sordo, che nasce dalle forche di Ancarano, a 1.017 m s.l.m., sotto il monte Patino (1885 m s.l.m.).
Il Sordo è il suo principale tributario che, rimpinguato dalle copiose risorgive della Piana di Santa Scolastica e delle "Marcite" (Norcia), gli aumenta assai copiosamente la portata (il Corno diviene un fiume vero e proprio dopo questa confluenza) dopodiché, volgendo ad ovest, entra nelle suggestive Strette di Biselli, tratto selvaggio e spettacolare per le sue gole profonde, assai noto a chi pratica canoa e rafting. La sua portata è assai copiosa e quasi costante per tutto l'anno (circa 30 m³/s). Da qui in poi, scorre vicino al tracciato dell'ex ferrovia Spoleto-Norcia.
Più avanti, presso Nortosce, il fiume volge a nord ovest e, tramite uno sbarramento, cede gran parte della sua portata per scopi idroelettrici, andando ad alimentare tramite gallerie il sistema Nera-Velino-Lago di Piediluco. Da qui in breve confluisce nel Nera in corrispondenza di Triponzo, fornendogli un notevole tributo d'acque.

## Portata
Dati portata Fiume Corno (Stagione 2014).